# Maltodextrin
Maltodextrin je oligosacharid, popř. polysacharid, známý jako výhodný zdroj energie pro sportovce a potravinářská přídatná látka. Vzniká spojením několika molekul glukózy (dextrózy) – jednoduchého cukru sloužícího jako hlavní zdroj energie pro lidské tělo. Molekuly glukózy jsou spojeny α(1→4) glykosidickými vazbami, nejčastěji je v molekule maltodextrinu tři až sedmnáct glukózových podjednotek.
Maltodextrin se připravuje enzymatickým zpracováním škrobu, v Evropě nejčastěji pšeničného.
Lze z něj vyrábět energetické nápoje přidáním do vody nebo mléka. V těle se maltodextrin štěpí na molekuly glukózy dodávající energii.
Sukralóza ve směsi s maltodextrinem je o něco více tepelně stabilní.